# Vilm (Buchreihe)
Die Vilm-Romane von Karsten Kruschel erschienen ab 2009 im Wurdack-Verlag; die ersten beiden Bände wurden 2010 mit dem Deutschen Science Fiction Preis ausgezeichnet.

## Handlung
Alle Bände sind Episodenromane, die ihre Geschichte nicht wie in herkömmlichen Romanen üblich, sondern in einzelnen, mehr oder weniger selbstständigen Erzählungen beschreiben, wobei die Protagonisten wechseln, aber auch immer wieder als handelnde (Neben-)Personen auftauchen.

### Der Regenplanet
Die Handlung setzt ein mit dem Erwachen von Eliza Simms, die nach einer Reihe von rätselhaften Zwischenfällen auf dem Weltenkreuzer Vilm van der Oosterbrijk erwacht, um festzustellen, dass das Riesenraumschiff abgestürzt ist und von der elitären Führungsriege einzig nur noch sie selbst am Leben ist. Der Planet ist unfreundlich, denn es regnet ununterbrochen. Wegen Elizas nun nutzlosen Privilegien – sie konnte wie die anderen Zentralier auch den Schiffscomputer über eine rote Linie direkt kontaktieren – wird sie von den übrigen Überlebenden, meist gestrandeten Siedlern, angefeindet. Alle Versuche, Hilfe herbeizurufen, schlagen fehl, weil die Technik nicht ausreicht, nur der Gleiter Nummer Sieben dringt kurzzeitig in den Orbit vor und setzt ein Notsignal ab; danach stürzt auch er ab, außer Gefecht gesetzt von einem Computervirus. Die schwerverletzte Pilotin erblickt kurz vor ihrem Tod seltsame hundeartige Wesen, die sie vor Aasfressern beschützen.
Die überlebenden Siedler beginnen die Trümmer des Weltenkreuzers auszubeuten, werden dabei aber von den Mechanismen bedroht, die das Raumschiff zu reparieren versuchen und keine Rücksicht auf Menschen nehmen. Als Eliza Simms diesem Programm über die rote Linie aufzuhören befiehlt, werden ihre Implantate zerstört; ihr Arm muss amputiert werden.
Der Arzt Mechin kämpft gegen eine rätselhafte Krankheit, die die Kinder befällt, aber auch irgendwie verändert, während manche Erwachsene den ewig verregneten Planeten physisch und psychisch nicht ertragen. Die Kinder jedoch gehen infolge der Krankheit eine Symbiose mit den heimischen Eingesichtern ein (jenen hundeartigen Wesen, die die Pilotin beschützt hatten), und empfinden die regnerische Welt immer mehr als ihre eigentliche Heimat. Sie erfinden Wörter für die vielen Arten des Regens und entdecken, dass viele der Gewächse des Regenplaneten als Drogen verwendet werden können. Auch finden sie heraus, dass der Äquator des Regenplaneten von einer gigantischen Pflanze, die rings um den Planeten reicht, bewachsen ist.

### Die Eingeborenen
Das Verschwinden des Weltenkreuzers Vilm van der Oosterbrijk ist nicht unbemerkt geblieben, und in der Raumstadt Atibon Legba hält man einzig den vom Glück begünstigten Lotsen Christoff für fähig, die Verschollenen zu finden. Tatsächlich fängt er jenes schwache Signal auf, das vor langer Zeit von Nummer Sieben ausgesandt wurde, muss sein Glück aber bitter bezahlen, weil sein Körper langsam versteinert.
Auf Vilm, wo die Kinder inzwischen ihre duale Natur erforschen, ist nun eine weitere Macht aktiv, wenn auch im Geheimen, die profitgetriebene Goldene Bruderschaft, die ihre eigenen Leute lieber umbringt, als enttarnt zu werden, und auch vor tödlichen Menschenversuchen nicht zurückschreckt. Als die Gestrandeten endlich entdeckt werden, will sich fast niemand mehr retten lassen, und die militärische Präsenz der Truppen aus Atibon Legba führt beinahe zur Katastrophe. Nur das beherzte Eingreifen der Päpstin rettet die Situation, aus der die Vilmer gestärkt hervorgehen.
Bei einer Expedition in die von unterirdischen Flüssen durchzogene Unterwelt des Regenplaneten wird schließlich das Wrack von Nummer Sieben wiederentdeckt und das Computervirus in seinen Speichern, das zu der Goldenen Bruderschaft zurückverfolgt werden kann. Die sichert den Vilmern ihre Unterstützung zu, wenn sie nur Stillschweigen bewahren. 

### Das Dickicht
In die Geschäftsbeziehung zwischen den Vilmern und den Goldenen mischen sich fremde Mächte ein – die Dunkelwelten von Utragenorius ebenso wie die kriminellen Organisationen der Raumstadt Atibon Legba. Dabei interessieren sie sich nicht nur für die vielfältigen Drogen, die auf dem Regenplaneten gedeihen, sondern vor allem für jene riesige Pflanze, die auf dem Äquator wächst und den ganzen Planeten umspannt. Nach und nach kommen immer mehr Neugierige und religiöse Eiferer, die in dem gewaltigen Dickicht je nach Gusto ihren Feind, ihren Heiland oder einen biologischen Supercomputer sehen. Ein metallenes, aggressiv in die Riesenpflanze eindringendes Maschinenwesen wird gerade noch rechtzeitig und unter Opfern unschädlich gemacht, während die Päpste über ihren Orden der Leibowitzianer eigene Nachforschungen anstellen und die Goldene Bruderschaft anhand ihrer Spekulationen in konkurrierende Fraktionen zerfällt. Während Eliza Simms am Ende ihr privates Glück findet, erschaffen die Vilmer für all die Neugierigen einen Wallfahrtsort, der – scheinbar – alle Fragen beantwortet.

## Preise
Die ersten beiden Bände Vilm. Der Regenplanet und Vilm. Die Eingeborenen wurden sowohl für den Kurd-Laßwitz-Preis als auch den Deutschen Science Fiction Preis nominiert, gewannen den DSFP und belegten beim KLP den dritten Platz. Vom Internetportal phantastik-couch.de wurde Vilm zum „Buch des Monats“ erklärt.
Der dritte Roman Vilm. Das Dickicht wurde ebenfalls für beide Preise nominiert und belegte bei beiden jeweils den dritten Platz.

## Ausgaben
- Vilm. Der Regenplanet, 2009, ISBN 978-3-938065-36-5
- Hörbuch: Vilm. Der Regenplanet, Action Verlag, 2013
- Vilm. Die Eingeborenen, 2009, ISBN 978-3-938065-54-9
- Vilm. Das Dickicht, 2013, ISBN 978-3-93806-593-8
- Die Reihe spielt im selben Universum wie der Roman Galdäa. Der ungeschlagene Krieg, 2011, ISBN 978-3-938065-72-3
- Die Erzählung Vom Ursprung der Regendrachen (als Bonus-Kapitel in Vilm. Das Dickicht enthalten) erschien erstmals in Drachen! Drachen! : fiese Essenzen aus dreiundzwanzig Genres, hrsg. v. Frank G. Gerigk und Petra Hartmann, Blitz  2012, ISBN 978-3-89840-339-9